# História do Mundo para as Crianças
História do Mundo para as Crianças é um livro infantil de Monteiro Lobato, publicado em 1933.
O livro contempla toda a história da humanidade, desde seus primórdios até os últimos dias da Segunda Guerra Mundial. É um dos livros infantis mais longos de Lobato e também um dos mais perseguidos pela Igreja e pelo Estado Novo.
Dona Benta, que é uma senhora de muita leitura, faz um apanhado da evolução humana, desde a formação da Terra, dos seus primeiros habitantes até a bomba atômica na cidade japonesa de Hiroshima. São 35 noites de serão, narradas em 81 capítulos.
O livro é dedicado especificamente para alunos do 6º ao 9º ano do ensino fundamental, pois o livro aborda o assunto didático do ensino de História em tais séries.
O livro sofreu crítica, censura e perseguição da Igreja Católica onde, em escolas católicas, o livro foi considerado "péssimo para ser lido" e as freiras organizaram fogueiras para destruir os exemplares em 1942.
Além disso, o livro foi duramente criticado pelo governo brasileiro por estar "incutindo dúvidas sobre atividades governamentais no espirito das crianças" ao comentar sobre o ato do governo sobre a queima do café e condenou o trecho sobre Santos-Dumont, que diz: "Veja o aeroplano. Quando Santos Dumount o inventou, nem por sombras lhe passou pela cabeça que o maravilhoso aparelho de voar iria ser aplicado para matar gente e destruir cidades...". No exterior, o governo português proibiu a obra em seu país e as únicas explicações que Lobato encontrou para isso foi a de ser da corrente "que afirma o Brasil ter sido descoberto 'por acaso'" ou por "ter registrado a  história das 1600 orelhas cortadas à marinhagem árabe por Vasco da Gama". 

## Capítulos
1. Como o nosso mundo começou
2. No tempo das cavernas
3. O fogo!
4. Um voo de avião
5. Começa a história
6. Os hieróglifos
7. As pirâmides
8. A Babilônia
9. Os judeus errantes
10. Os deuses gregos
11. A Guerra de Troia
12. O rei dos judeus
13. O povo que inventou o ABC
14. As leis de Esparta
15. A coroa de louros
16. A loba romana
17. Os assírios
18. A maravilhosa Babilônia
19. A surpresa dos babilônios
20. O outro lado do mundo
21. Ricos e pobres
22. Roma acaba com os reis
23. Pérsia vs. Grécia
24. O segundo tempo
25. Ainda o segundo tempo
26. A Idade de Ouro
27. Os gregos brigam entre si
28. A esperteza da Macedônia
29. Alexandre, o grande
30. Um novo campeão
31. O pontapé da boca
32. O novo campeão
33. César e Brutus
34. O imperador divinizado
35. J.R.N.J.
36. O monstruoso Nero
37. Um bom imperador e um mau filho
38. In Hoc Signo Vincis
39. Os bárbaros
40. Os bárbaros amarelos
41. Noite escura
42. Os monges da Idade Média
43. O tocador de camelos
44. Mil e uma noites
45. Uma luz no escuro
46. Os começos da Inglaterra
47. O fim do mundo
48. Os castelos
49. Os tempos da cavalaria
50. O neto do pirata
51. A aventura dos Cruzados
52. Os reis cruzados
53. Um mau rei
54. Marco Polo
55. A agulha mágica e o pó invencível
56. A Guerra dos Cem Anos
57. Surge a imprensa
58. As descobertas
59. Mais descobridores
60. As terras encantadas
61. Nova aurora
62. Briga entre os cristãos
63. O "Rei" Isabel
64. A época de Isabel
65. Um rei que perdeu a cabeça
66. Os Luíses
67. A Penísula Ibérica
68. Pedro, o Grande
69. Frederico, o Grande
70. Os libertadores da América
71. O libertador
72. A grande revolução
73. O pequeno caporal
74. Um pouco de música
75. A dama da lâmpada
76. Lincoln e a Princesa Isabel
77. Países novos
78. A era dos milagres
79. O mundo contra a Alemanha
80. A Segunda Guerra Mundial
81. Hiroshima